# Linum narbonense
Linum narbonense je označení pro rostlinu, bylinu z čeledi lnovité (Linaceae). Je pěstován jako zahradní okrasná rostlina. Druh je původní v Evropě a je podobný vzhledem druhu len vytrvalý (Linum perenne).

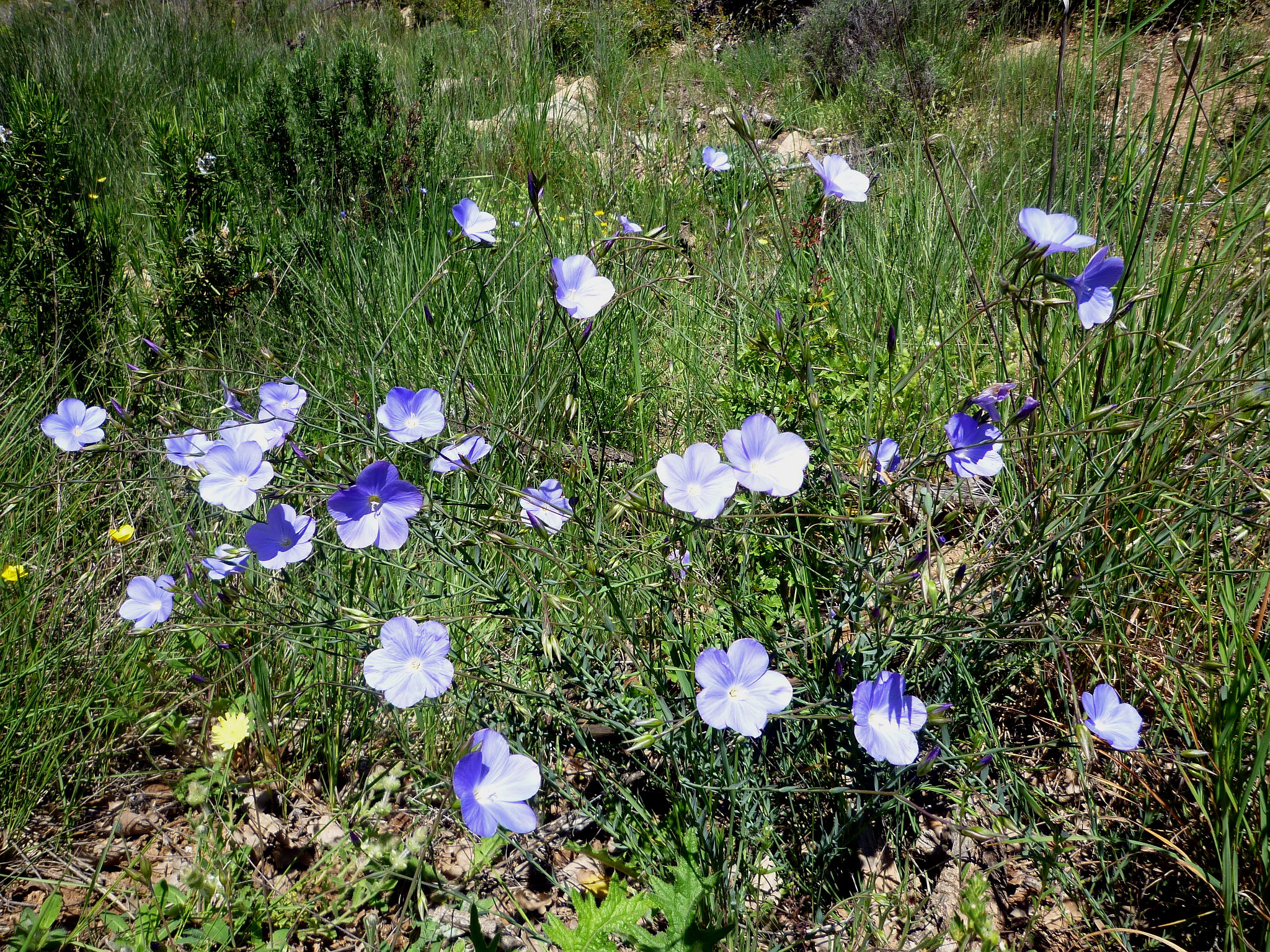
Linum narbonense

Vytváří trsy, stonky jsou zakončeny modrými květy s pěti okvětními plátky, 2 až 2,5 cm v průměru. Na stonku jsou v přeslenech uspořádány malé, úzké šedavě zelené listy. Kvete na začátku léta.

## Pěstování
Linum narbonense se běžně pěstuje v zahradách jako okrasná rostlina. Nachází uplatnění ve skalkách, suchých zídkách. Vyžaduje světlé stanoviště, nejlépe výsluní, propustnou půdu, snese i sušší stanoviště. Množení semeny.